# Truman Capote
Truman Capote, vlastním jménem Truman Streckfus Persons, (30. září 1924 New Orleans – 25. srpna 1984 Los Angeles) byl americký spisovatel, novinář, scenárista a herec. Proslavil se svými romány Snídaně u Tiffanyho a Chladnokrevně.

## Život

### Dětství a literární začátky
Narodil se v New Orleansu v Louisianě sedmnáctileté Lillie Mae Faulkové a obchodníku Archelausu Personsovi. Když mu byly čtyři roky, rodiče se rozvedli a svěřili ho do péče příbuzným z matčiny strany. Truman střídavě putoval mezi domovy příbuzných v Louisianě, Mississippi a Alabamě. Otce vídal jen zřídka. Vychovávala ho vzdálená příbuzná, Nanny Rumbley Faulková. V Monroeville se seznámil a spřátelil s pozdější kolegyní spisovatelkou, Harper Leeovou. (Posléze ho inspirovala k vytvoření postavy Idabel v románu Jiné hlasy, jiné pokoje. Harper Leeová ho na oplátku „zvěčnila“ v postavě Dilla ze své knihy Jako zabít ptáčka.) Kromě těchto dvou spřízněných duší se Capote s mnoha lidmi nestýkal. Byl samotářské dítě, ještě před nástupem do školy se sám naučil číst i psát a většinu času trávil s knížkou a poznámkovým blokem. Četba pro něho byla důležitější než oficiální vzdělání, které pokládal za ztrátu času. V deseti letech začal s prvními literárními pokusy, psal povídky o svých příbuzných, spolužácích a sousedech, a vyhrál literární soutěž vyhlášenou alabamským časopisem Mobile Register. O rok později o něm vyšel článek v časopise Scholastic. Tou dobou si také vysloužil přezdívku „Buldok“, nejspíše proto, že „Buldok Truman“ nápadně připomínalo jméno tehdy oblíbené filmové postavy, detektiva Bulldoga Drummonda.
Roku 1933 se přestěhoval do New Yorku za svou matkou a jejím druhým manželem Josephem Capotem, kubánským obchodníkem s textilem, který ho adoptoval. Od té doby používal jméno Truman Capote. Slibná budoucnost rodiny se ocitla v troskách, když vyšlo najevo, že Joseph Capote je defraudant, načež paní Capoteová spáchala sebevraždu – předávkovala se prášky na spaní. V jedenácti letech začal podle svých slov brát psaní velice vážně. Každý den trávil psaním bezmála tři hodiny a byl jím takříkajíc posedlý. Roku 1935 nastoupil do školy Trinity. Pokračoval na vojenské akademii svatého Josefa. V roce 1939 se přestěhoval do Greenwiche ve státě Connecticut, kde navštěvoval tamější střední školu a přispíval do školního časopisu a novin. V 16 letech dostal svůj první honorář za povídku publikovanou v literárním magazínu Story. Stal se celebritou, už v 16 letech časopis Life napsal velký článek o zázračném autorském objevu. Tím odstartovala jeho popularita.
V roce 1942 složil závěrečné zkoušky opět v New Yorku na soukromé škole Dwight School v Upper West Side. Dodnes je tam každoročně jeho jménem udílena literární cena.
V roce 1942 Capote zakončil své vzdělávání a nastoupil do deníku The New Yorker. Vydržel pro něj pracovat následující dva roky. Byl přijat do výtvarného oddělení. Ze začátku třídil jen kreslené obrázky, ale později si sám vytvořil a vedl rubriku Co se ve městě povídá a měl tak skvělou příležitost seznámit se s kulturní smetánkou, a ještě za to dostat zaplaceno. Byl již uznávaným autorem, měl přečteno velké množství knih a neshledával důvod pro další studium na vysoké škole.
Po letech o svém prvním zaměstnání napsal: „Nebyla to žádná úžasná práce, prakticky všechno, co obnášela, bylo třídit komiksy a vystřihovat z novin. I tak jsem ale měl štěstí, že jsem ji dostal, především proto, že jsem se rozhodl nikdy nevkročit s jakýmkoli vzděláníchtivým úmyslem do vysokoškolské posluchárny. Cítil jsem, že člověk prostě buď je spisovatelem, anebo není, a žádná kombinace profesorů nedokáže jeho výsledky ovlivnit. Pořád se domnívám, že jsem měl pravdu, alespoň co se mne samotného týče.“

### Populárním spisovatelem

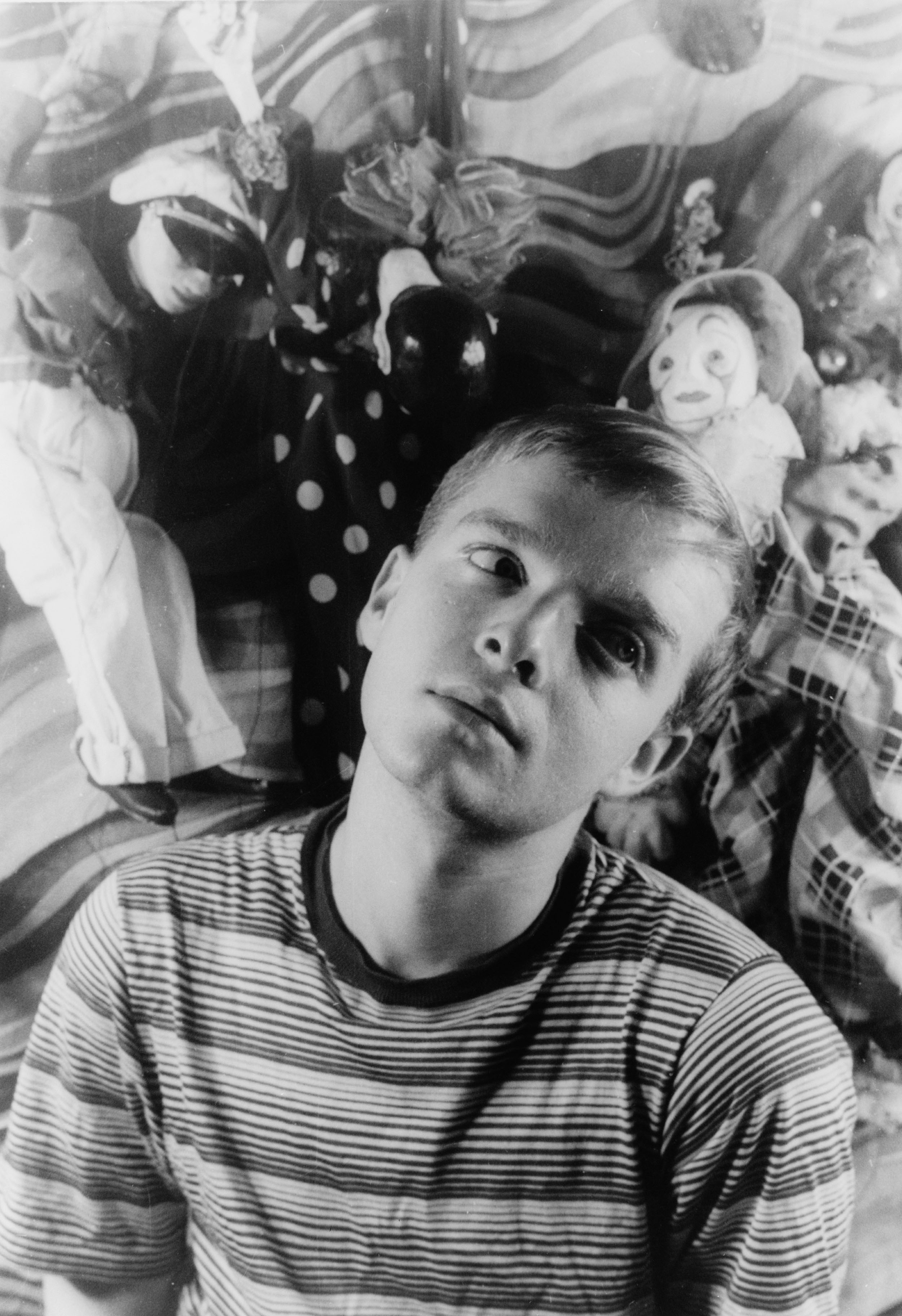
Truman Capote 1948
Fotografie Carl van Vechten, z Van Vechten Collection v Library of Congress

V 19 letech Capote vyhrál první ze svých tří cen O’Henryho s povídkou Miriam. Pokusil se napsat román s názvem Letní plavba, ale nebyl spokojen s jeho úrovní a odložil ho. Prvním publikovaným románem se tak stalo dílo Jiné hlasy, jiné pokoje (1948), kterým se zařadil mezi nejpozoruhodnější mladé americké autory. Projevoval výjimečné literární nadání a vyzrálé stylistické mistrovství. Román se po vydání udržel celých devět týdnů v žebříčku nejprodávanějších knih magazínu The New Yorker. Velké diskuse vzbudila Capoteho fotografie na zadní straně obálky. Na portrétu od Harolda Halmy leží na sofa a vyzývavě se dívá se do objektivu Byl populární hlavně v newyorských intelektuálních kruzích.
V roce 1947 odjel do Evropy, kde strávil deset let. Několik let žil na Sicílii, kde se stýkal se spisovatelem a básníkem Malcolmem Lowrym nebo André Gidem. Nějaký čas žil v Portugalsku, Francii a Sovětském svazu, kam se dostal s černošským pěveckým souborem Porgy a Bess. V satirické reportáži s názvem Ať jsou slyšet múzy o tomto turné se poprvé snažil spojit reportážní styl s beletristickými technickými prostředky.
Do Ameriky se vrátil poprvé kvůli uvedení divadelní verze Luční harfy, podruhé po dlouhém pobytu v Rusku, když se rozhodl napsat román Chladnokrevně. Později pobýval ve Švýcarsku a Španělsku.
V roce 1949 mu vyšla sbírka povídek Strom noci a o rok později knížka cestopisných postřehů Místní kolorit, po které následoval druhý román Luční harfa (1951). V roce 1958 se objevila dnes již klasická novela Snídaně u Tiffanyho. Tato díla, literárně vyzrálá, se zařadila mezi bestsellery a Capotemu vynesla přezdívku „zázračné dítě americké prózy“. Jeho knihy se četly masově, vzbudily rozruch a často se podle nich natáčely filmy. 

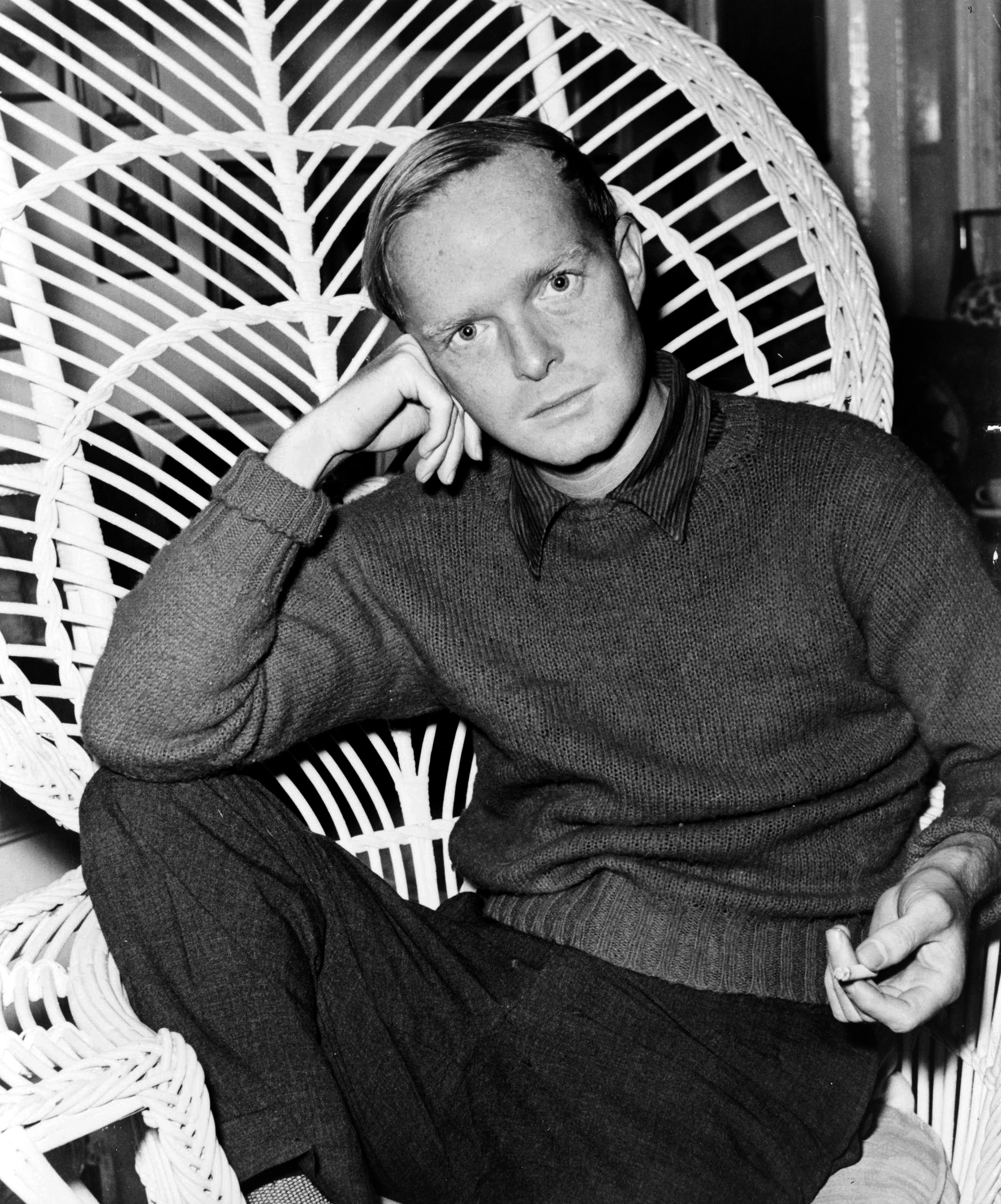
Truman Capote, 1959

Za Capoteho mistrovské dílo bývá označován dokumentární román Chladnokrevně z roku 1965, propojující skutečný příběh s literární fikcí. Šlo o literární experiment – román faktu. Jedná se o autentickou rekonstrukci vyvraždění jedné kansaské rodiny. Zločin, který byl spáchán v roce 1959, otřásl celými Spojenými státy. Knihu psal šest let, začal v době, kdy oba vrahové byli ještě na útěku. Po uvěznění je navštívil a podařilo se mu získat jejich důvěru, byl přítomen i jejich popravě. Nasbíral přes osm tisíc stran materiálu. V jedné fázi psal sedm měsíců ve Švýcarsku v úplném osamění uprostřed hor. Byl přesvědčeným odpůrcem trestu smrti. Kniha mu přinesla celosvětovou slávu a bohatství, ale bohémský a extravagantní životní styl vyčerpal jeho tvůrčí potenciál. Následovaly žurnalistické texty, sebrané do knížek I když psi štěkají a Hudba pro chameleony, kde v centru pozornosti stojí samotný autor. V její poslední povídce Noční převracení napsal (napůl vážně, napůl žertem): „Ještě nejsem svatý. Jsem alkoholik. Jsem na drogách. Jsem homosexuál. Jsem génius.“  Kniha obsahuje krátké prózy včetně nového pokusu o detektivní novelu faktu (povídka Ručně vyřezávané rakvičky) a rovněž osobní vzpomínky na některé Capoteho přátele.

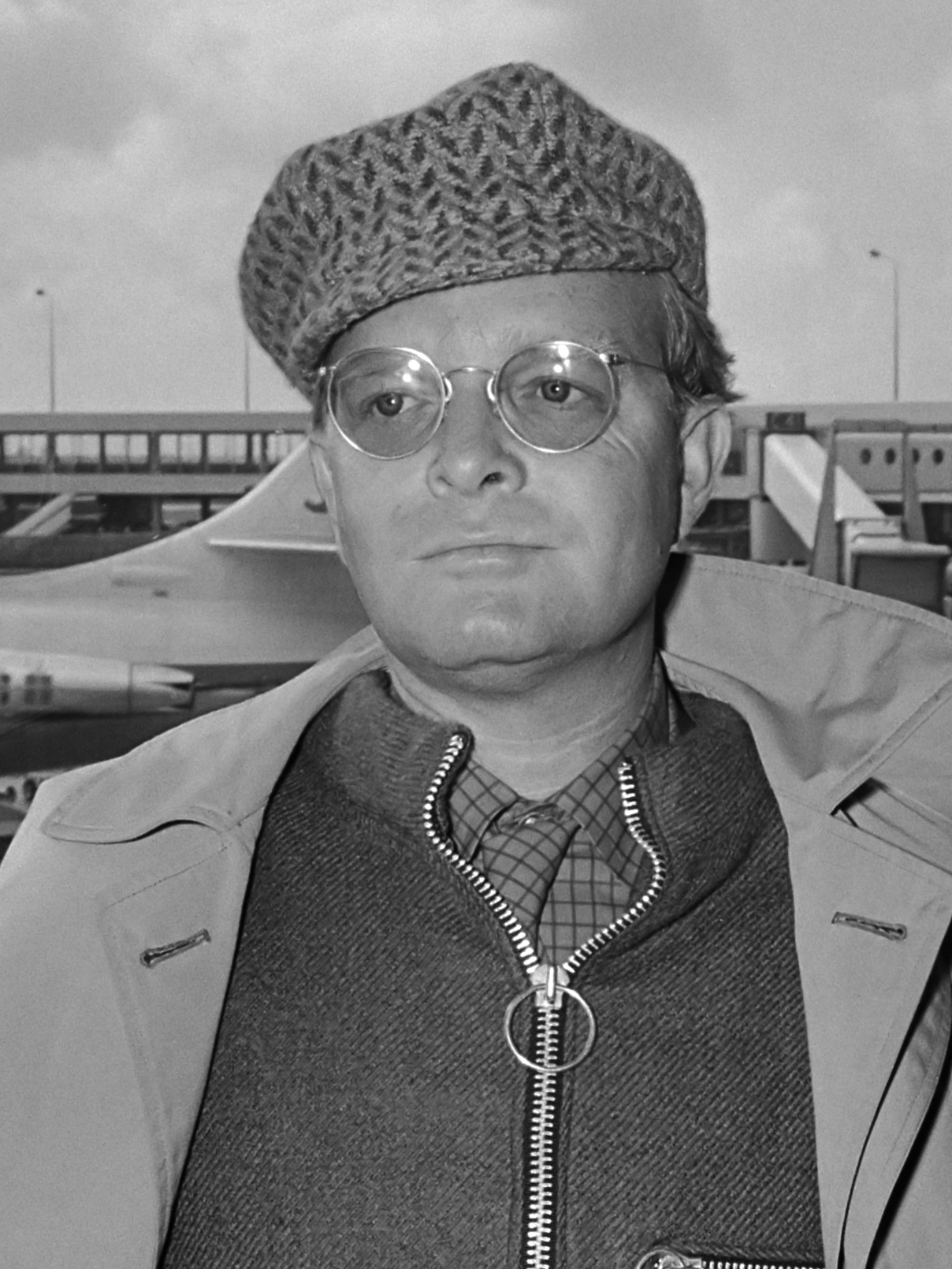
Truman Capote v roce 1968

Práci pro noviny a knížky kladl na stejnou úroveň. Časopisecky publikoval různé cestopisné črty, kontroverzní rozhovory se slavnými osobnostmi a řadu dalších povídek. Svůj cit pro stavbu příběhu využíval také při psaní filmových scénářů. Do Hollywoodu se často vracel a své postřehy shrnul v cestopisné knížce Místní kolorit (1950).
Kromě literatury se věnoval i filmu, ztvárnil několik filmových postav, například hlavní roli v detektivní komedii Vražda na večeři. Jako žurnalista se ve svých článcích často zaměřoval na známé osobnosti a kvůli svému otevřenému a nekompromisnímu stylu se občas dostal s některými do konfliktu, např. s Marlonem Brandem nebo Gorem Vidalem, který byl jeho odvěkým rivalem a kritikem. Capotemu vyčítal nepůvodnost, opisování od jiných autorům zvláště v počáteční fázi tvorby. Někdejší přátelé spolu vedli dlouhý soudní spor, když Vidal žaloval Capoteho za urážku na cti. Capote v jednom z rozhovorů uvedl, že Vidal byl v roce 1961 vyhozen kvůli incidentu z večírku v domě Kennedyových, což mu údajně řekla jeho přítelkyně Lee Radziwilová, sestra Jacqueline Kennedyové. Pře postupně přerostla v literární spor a skončila zveřejněním Capoteho omluvy.
V roce 1966 získal Cenu Edgara Allana Poea pro spisovatele záhadných příběhů, v roce 1967 cenu Emmy za televizní adaptaci.

### Poslední roky života

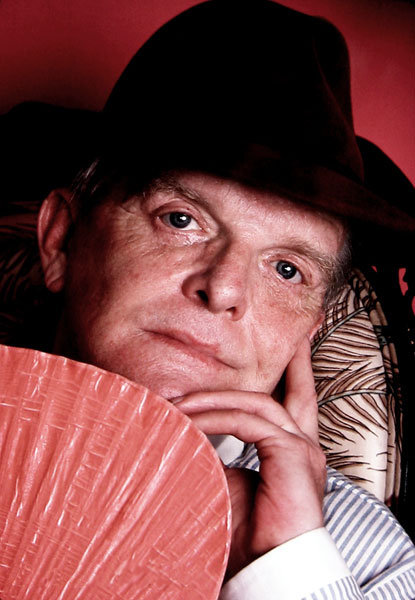
Truman Capote v roce 1980, fotografie Jacka Mitchella

V polovině 70. let byly v časopise Esquire publikovány čtyři kapitoly z Vyslyšených modliteb, připravovaného faktografického románu ze světa bohatých lidí napsaného na základě jeho deníků, dopisů a poznámek z let 1943–1965. Negativní reakce vysoce postavených přátel, kteří se v nich poznali, znamenala pro Capoteho společenskou izolaci, po níž následovalo období depresí a zdravotních potíží. V roce 1977 prošel tvůrčí a osobní krizí.
Poslední roky Capoteho života byly poznamenány nadměrnou konzumací alkoholu spojenou se závislostí na lécích a omamných látkách. Prodělal několik odvykacích pobytů v léčebnách drogově závislých. V roce 1982 mu byla diagnostikována rakovina jater, která byla příčinou jeho smrti 25. srpna 1984. Zemřel v Los Angeles v domě, který patřil jeho kamarádce Joanne Carsonové. V roce 1994 byl jeho popel společně s popelem přítele Jacka Dunphyho rozptýlen u Crooked Pond na Long Islandu poblíž Sagaponacku.
Už od svého dospívání si uvědomoval svou homosexuální orientaci a otevřeně o ní hovořil. Jeho celoživotním partnerem byl spisovatel Jack Dunphy, se kterým se seznámil v roce 1948. Oba žili v Sagaponacku na Long Islandu, kde vlastnili dva domy v těsném sousedství. K jeho blízkým přátelům patřil také Andy Warhol. Z majetku, který po něm a jeho životním partnerovi Jacku Dumphym zůstal, byl po letech dohadů vytvořen fond, který pravidelně uděluje cenu Trumana Capoteho za literární kritiku.
Životní příběh Trumana Capoteho vypráví film nazvaný Pochybná sláva (Infamous) z roku 2006, v němž titulní postavu ztvárnil anglický herec Toby Jones.

## Dílo
Celý život jsem věděl, že můžu vzít hrst slov, vyhodit je do vzduchu a ona dopadnou na zem právě tak, jak mají. Jsem sémantický Paganini.
Truman Capote, Lawrence Grobel: Rozhovory s Capotem, str. 98

### Krátké prózy

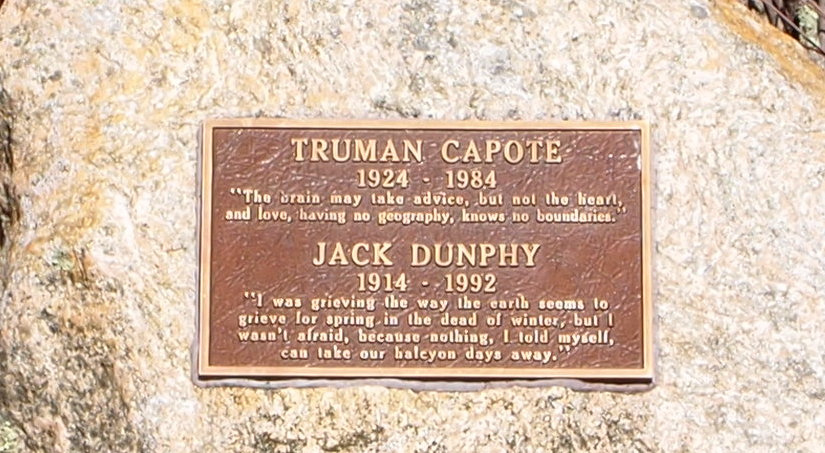
pamětní kámen na Croked Pond

Pro jeho ranou tvorbu jsou typické povídky, v nichž efektními stylistickými postupy zobrazuje osamělé, podivínské postavy, toužící po hlubším citu a porozumění. Mezi lety 1943 a 1946 Capote napsal řadu povídek, z nichž lze jmenovat například Z mého pohledu, Ty stěny jsou chladné, Mít vlastního norka, Zavřete poslední dveře a především Miriam, za kterou v devatenácti letech obdržel cenu O. Henryho. V rozhovoru pro The Paris Review v roce 1957 odpověděl Capote na otázku, jak píše povídky, takto: „Každá povídka přináší své vlastní technické problémy, takže nelze techniku psaní zobecňovat. Je jasné, že tady neplatí nic tak určitého jako „dvakrát dvě jsou čtyři“. Najít pro povídku tu správnou formu prostě znamená si uvědomit nejjednodušší způsob, jak vyprávět daný příběh. Dá se snadno ověřit, jestli autor vystihl obsah své povídky přirozeně: je možné si po jejím přečtení představit, že se to stalo jinak, anebo naprosto umlčela vaši představivost a zdá se vám absolutně konečná? Tak jako pomeranč. Stejně jako pomeranč je něco, co se přírodě povedlo přesně tak, jak to má být.“
Dále vydal sbírku povídek Strom noci – 1949, česky vyšla v roce 1978. Značný podíl v jeho literární činnosti zaujímají krátké prózy psané pro různé magazíny a časopisy, z nichž mnohé byly sebrány do knížek, např. Ať jsou slyšet múzy (1956), I když psi štěkají (1973). Jeho pozdější krátké prózy jsou syntézou reportážních a románových postupů, faktu a fikce. Příkladem je sbírka povídek Hudba pro chameleony, česky vyšla pod názvem Ručně vyřezávané rakvičky – 1983. Obsahuje dokumentární příběh o sérii vražd s názvem Ručně vyřezávané rakvičky, působivý portrét Marilyn Monroe a 12 příběhů, reportáží a autobiografických črt.

### Romány

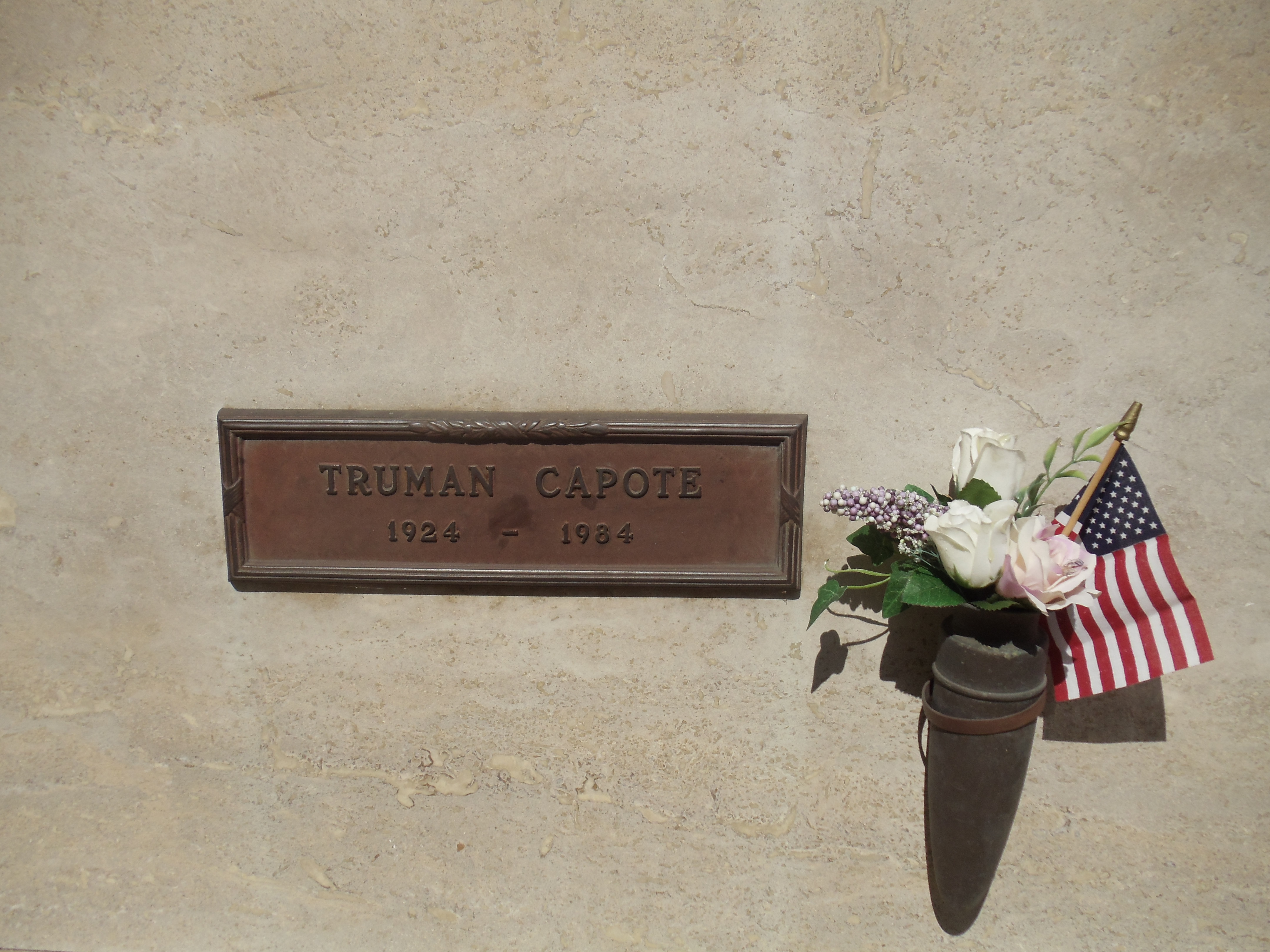
Capotova hrobka ve Westwood Memorial Park

V roce 1943 se Capote pustil do svého prvního románu, nazvaného Letní plavba. Jedná se v něm o poměr mezi dcerkou z vysoce postavené rodiny Grady O'Neillovou a dozorcem na parkovišti jménem Clyde Manzer. Capote později prohlásil, že rukopis zničil, a ten byl proto považován za jednou provždy ztracený. Ovšem roku 1966 ho získal člověk, kterého si Capote najal, aby mu hlídal jeho brooklynský byt. V roce 2005 byla Letní plavba vydána v nakladatelství Random House.
V románové prvotině Jiné hlasy, jiné pokoje vydané knižně roku 1948 (česky vyšel v roce 1988) autor popisuje dospívání čtrnáctiletého chlapce v téměř magické atmosféře amerického jihu. V roce 1951 vydal novelu Luční harfa (česky vyšla v poprvé v roce 1965), poeticky laděný příběh dvou podivínských starých žen, pobývajících s přáteli v košaté koruně stromu, kde prožijí vzdáleni od života v maloměstě několik šťastných chvil.
Dalším Capoteho dílem byla novela Snídaně u Tiffanyho z roku 1958, česky vyšla v roce 1969. Jsou v ní vykresleny osudy mladé americké dívky, která sní svůj americký sen o bohatství a stále více se zaplétá s americkou mafií. Námět z této knihy se stal i podkladem pro scénář ke stejnojmennému filmu.
Psychologické dílo Chladnokrevně je románem-dokumentem (nonfiction novel). Česky kniha vyšla roku 1968 v nakladatelství Odeon. Capote sbíral materiál ke knize několik let a román rozpoutal v americké literatuře revoluci. Prolínáním dokumentaristického přístupu s prozaickou dovedností a estetickým zřetelem autor vytvořil dílo, které se stalo nejenom zneklidňujícím obrazem jednoho zločinu, ale především symbolickým poselstvím o odvrácené straně společnosti. Kniha se stala inspirací řady dalších literárních děl a jedním z prvních děl nového literárního žánru. O okolnostech vzniku románu pojednává film Capote, režijní prvotina Benetta Millera z roku 2005. Působivé dílo s přesně vystiženou dobovou atmosférou je postaveno na fenomenálním výkonu Philipa Seymoura Hoffmana v titulní úloze, vyznamenaném řadou prestižních cen (mj. Oscar, Zlatý glóbus, Cena BAFTA, Independent Spirit Awards).
Až posmrtně vyšlo torzo dlouho avizovaného románu Vyslyšené modlitby (1986). Na knize, která měla být jeho životním dílem, Capote pracoval od roku 1972, ale za jeho života nebyla vydána. Traduje se, že poslední kapitoly začátkem osmdesátých let záměrně zničil. Dva roky po Capoteho smrti, v roce 1986, vyšly pod původním názvem Vyslyšené modlitby tři ze čtyř kapitol publikovaných v letech 1975 a 1976 v časopise Esquire. Další kapitoly, o nichž Capote mluvil, se v jeho pozůstalosti nenašly.